# 아펠라시옹 도리진 콩트롤레
원산지 명칭 통제(appellation d'origine controlee, 이하 AOC)은 프랑스 정부 포도주, 치즈, 버터 혹은 다른 농산품들이 생산되는 곳의 지형학적 특성들을 인증하는 것으로, ‘떼루아’를 기반으로 한다. 해당의 인증은 1935년부터 프랑스 국립원산지명칭관리국(INAO: Institut national de l'origine et de la qualité) 주관으로 시행되었다. 
최근 프랑스에서 포도주 양조를 위해 조성된 포도밭은 약 792,000 헥타르에 달하는 것으로 파악된다. 이는 몇 십년 전의 면적인 861,000 헥타르에 대비하여 다소 감소한 것이다. 프랑스 정부는 저소득층 계층이 주로 거주하는 지역에 위치하여, 포도주 판매량이 적어 경제성이 떨어지는 소규모 포도밭들을 정리하였다. 그 결과 현재 약 792,000 헥타르의 포도밭이 관리되고 있으며, 매년 평균 약 70~80억 병의 포도주가 생산된다. 총 생산량의 70%는 적포도주, 30%는 백포도주이며 가장 유명한 포도주 생산지는 알자스, 보졸레, 보르도, 부르고뉴, 샹파뉴, 쥐라, 랑그독, 프로방스, 론 지방 등이 있다. 해마다 가장 많은 생산량과, 가장 많은 수입을 내는 곧은 보르도 지역으로, 생산량의 90%가 적포도주이다. 보르도 지역에서만 매년 약 4억 5천만 병의 포도주가 생산되고 생산량의 90%가 수출된다.

## 역사
AOC의 기원은 1411년으로 거슬러 올라가는데, 이때 ‘로크포르’ 치즈가 국회 의회에 의해 규정되었다. 포도주에 대한 최초의 프랑스 법은 1905년 8월 1일에 제정되었고, 이것이 근대의 법 형태로 정립된 것은 1919년 5월 6일이었다. 이때 ‘원산지 보호법 (Law for the Protection of the Place of Origin)이 통과되었는데, 여기에는 특정 제품이 생산되는 지역이 명시되어 있으며 이후 여러 차례 개정되었다. 론 지역 샤또뇌프 뒤 빠쁘(Châteauneuf-du-Pape)의 포도주 양조자이자 변호사인 삐에르 르 루아 드 브와조마리에 남작(Pierre Le Roy de Boiseaumarié)이 포도주의 품질 유지를 위한 법률적 보호의 필요성을 주장하는 캠페인을 벌였다. 결국 1935년 6월 30일, 포도주 생산과정을 관리하기 위한 차원에서 정부 관계자와 대표 포도주 생산자로 구성된 원산지명칭위원회(CNAO: Comité National des appellations d'origine)가 설립되었고 Joseph Capus가 초대 위원장으로 추대되었다. 이후 론 지역(Côtes du Rhône")이 1937년 최초로 AOC에 등록됨에 따라 기본 모델이 되었다. 제 2차세계대전 이후 위원회는 국립원산지명칭관리국(INAO: Institut national de l'origine et de la qualité)이 되었다. AOC 인증마크는 1950년대부터 1970년대까지 프랑스 법률에 의해 생성되고 관리되었으며, 1990년 7월 2일 INAO는 포도주 뿐 아니라 다른 농작물까지 관리 범위를 넓혔다. 
AOC는 지역의 기후, 토양 성분 등과 같은 특성에 의해 인증되며, 규모가 매우 다양하다. 예를 들어 Côtes du Rhône AOC는 400 제곱키로미터에 달하는 면적을 포함하지만, Château-Grillet이라는 가장 작은 AOC의 경우 4헥타르 보다 좁은 면적만을 포함한다. 

## 법의 시행

AOC 로고

프랑스 와인과 관련하여 가장 유명한 최초의 분류는 1855년 보르도 메독 지역의 것으로, 이때는 샤토 메독, 오브리옹, 페샥 레오냥 등 61개의 양조장을 분류하였다. 이 포도주들은 가격과 품질에 의해 5등급으로 나뉘었다. 소테른 지역의 당도가 높은 보르도 백포도주 또한 1855년 분류되었고, 상떼 에밀리옹은 1955년에 이르러서야 분류되었다. 1935년 INAO에 의해 현재 사용되는 것과 유사한 분류가 도입되었고, 이에 의해 프랑스 포도주는 4가지 카테고리로 분류될 수 있다.

### Vin de Table(VDT)
프랑스에서 재배된 포도로 만들어진 모든 포도주는 Vin de Table, 혹은 테이블 포도주라고 라벨에 명기할 수 있다. ‘Vin de Table’라고 명기된 포도주는 포도 품종, 빈티지, 지역, 양조 기술 등을 라벨에 표기함에 있어 어떤 법적 제한도 받지 않는다. 또한 포도 품종, 포도밭 관리 방법, 그리고 생산 기술에 대한 제한도 없다.

### VSIG(Vins Sans Indication Geographique)
이것은 Vin de Table 포도주의 새로운 분류로, 국가명을 제외한 포도 품종, 빈티지, 세부 마을들에 대한 정보는 표기할 수 없다. 

### Vin de Pays(VDP)
Vin de Pays로 분류되는 포도주는 주요, 특정 지역에서 생산되는 포도로 만들어진 것이며, Vin de Table에 비해서 더 세부적인 정보를 표기할 수 있다. 

### VDQS (Vin Delimite de Qualite Superieure)
VDQS로 분류되는 포도주는 거의 발견하기 힘들며, 전체 프랑스 포도주 중 약 1%를 차지한다. 이는 AOC 분류에 비해 상대적으로 포도 품종이나 떼루아, 양조 기술에 대해 덜 제한적이다. VDQS 포도주는 AOC로 승인되지 않았지만, 어느 정도 인지도 있는 밭에서 생산된 포도로 만들어진 것이라 할 수 있다.

### AOC(Appellation d’Origine Controlee)
AOC 포도주는 전체 프랑스의 포도주 중 53.4%를 차지한다. 현재 프랑스에는 약 450개의 AOC 지역이 있으며, 이로 분류되기 위한 규칙과 규정들이 있다. 여기에는 포도밭이 위치한 지형적 특성, 그리고 어떤 양조장에서 만들어지는지, 지역에 따른 포도 품종 등이 포함되어 있다. 생산 방식에 대한 세부 규정은 없으나 최소-최대 알코올 함량, 포도나무 수령, 그리고 밭에 심겨진 포도나무의 밀도 등에 대한 제한은 있다. 또한 수확방식, 그리고 셀러의 위치에 대한 규정도 있는데, 셀러 위치에 대한 규정은 예외적으로 적용될 수도 있다. 
프랑스의 경우 보르도 지역이 가장 세분화된 AOC 분류 체계를 가지고 있으며, 부르고뉴 지역은 2번째로 세분화되어 있으며 상대적으로 단순하다.
INAO는 매우 엄격하고 명료하게 분류되는 기준에 따라, AOC 제품들이 지형적 특성에 따라 일관되고 전통적 방식으로 생산될 수 있도록 관리한다. 프랑스법에 의해, AOC로 지정되었으나 해당의 기준을 충족시키지 못하는 제품을 생산하는 것은 불법이다. AOC 제품은 포도주, 치즈 등의 껍질에 표기된 인증마크에 의해 구분될 수 있다. 라벨에 대한 엄격한 규정에 의해 혼란이 야기되기도 하는데, 특히 원산지명을 공유하는 마을 단위에서 이러한 현상이 발생된다. 마을의 이름 자체에 원산지 명칭이 포함되어 있지만 실제로 AOC 경계 내에서 제품이 생산되지는 않는 경우가 있으며, 이 때는 우편번호 외에는 어떠한 정보도 표기할 수 없다. 예를 들어서 l'Aude에는 Cabardès(카바라데)라는 이름이 포함된 무수히 많은 면 단위의 지역들이 있는데, 사실 그 중 일부는 Cabardès AOC 지형 경계 밖에 있다. 이처럼 AOC 경계 외에 속해있는 포도밭 소유자는 제품의 라벨에 마을명을 표기해서는 안 된다. 

## 법 개정
위처럼 프랑스 포도주를 분류하는 체계는 상당히 복잡하여 소비자들이 이를 파악하는 것에는 다소 어려움이 존재했다. 이에 따라 2012년에 들어 좀 더 단순한 형태의 새로운 분류체계가 도입되었고, 라벨에 더 많은 정보를 담을 수 있도록 법이 개정되었다. 새로운 분류 체계는 아래와 같다 

### Vin de France
이것은 Vin de Table을 대체한 새로운 분류체계로, 이 분류에 속하는 포도주는 라벨에 포도 품종과 빈티지를 표기할 수 있어 소비자들에게 더 많은 정보를 제공할 수 있다. 그럼에도 불구하고, 프랑스 외의 국가에서 생산된 포도를 양조에 사용하였을 경우 어느 국가에서 왔는지 표기는 불가하다. 이런 표기 방식이 등장한 것은 일부 양조자들이 현재 통용되고 있는 프랑스 법 상의 원산지 표기 명칭에 대해 반발하였기 때문이다. 

### IGP(Indication Geographique Protegee)
IGP는 Vin de Pays를 대체하는 표기 방식으로, 포도 품종에 대한 제한을 주지 않는다. 이 경우 다양한 지역에서 생산된 포도를 블렌딩하여 포도주를 만들 수 있다. 

### AOP(Appellation d’Origine Protegee)
AOP는 AOC 분류를 대체하는 것으로, 사실 명칭 외에는 AOC와 큰 차이점은 없다. 

### 오가닉, 바이오다이나믹 포도주 인증
오가닉이라는 표기를 하기 위해서는 최소 3년간 유기농법으로 포도를 재배해야 한다. 이 인증은 프랑스 농업부에서 받을 수 있다. (Ecocert, Qualite France, ULSAE, Agrocert, Certipaq, ACLAVE) 
 바이오다이나믹 인증은 Rudolf Steiner 에 의해 고안된 방법으로 최소 3년간 포도 농사를 지은 경우 획득할 수 있다. 이 또한 오가닉 포도주와 동일하게 Ecocert, Qualite France, ULSAE, Agrocert, Certipaq, ACLAVE로부터 받을 수 있고, 추가적으로 ‘Demeter’ 라는 인증도 있다. Demeter 인증은 Demeter 그룹에서 지정한 방식으로 포도밭을 경작한 경우 획득할 수 있다. 

## 포도주 분류 체계

프랑스의 포도주 생산지

현재 라벨에 명명할 수 있는 프랑스 포도주 AOC는 약 300개에 달한다. 포도밭을 구분하는 AOC의 수가 너무 많기 때문에 포도주 구매자들은 해당 정보가 담긴 라벨을 읽는데 어려움을 겪을 수 있다. 보통, 이러한 분류 체계를 구분하기 위해서는 라벨 표기와 관련한 법들에 관한 지식이 필요하다. 예를 들어 ‘프리미에 크뤼’ 등급 미만의 포도밭에서 생산된 포도주의 경우, 포도밭의 이름은 마을 이름을 표기한 글씨 크기(높이)의 절반 이하로 쓸 것으로 규정되어 있다. 포도주 라벨에 대한 규정은 mm 단위까지 제한하는 매우 엄격한 수준이지만, 병에 대한 규제는 훨씬 원만한 편이다. 

### 프랑스의 대표적 포도 품종
프랑스 전역에는 약 60 종류의 포도 품종이 생산되며, 그 중 상위 10개의 종은 아래와 같다.
- #1 메를로 13.6% – 116,715 헥타르
- #2 그르나슈 11.3% – 97,171 헥타르
- #3 우니 블랑 Blanc 9.7% – 83,173 헥타르
- #4 쉬라 8.1% – 69,891 헥타르
- #5 카리냥 6.9% – 59,210 헥타르
- #6 카베르네 소비뇽 6.7% – 57,913 헥타르
- #7 샤르도네 5.1% – 35,252 헥타르
- #8 카베르네 프랑 4.4% – 37,508 헥타르
- #9 가메 3.7% – 31,771 헥타르
- #10 피노누아 3.4% – 29,576 헥타르

### 대표 지역의 분류 체계

#### 부르고뉴
그랑크뤼는 부르고뉴 지역의 가장 우수한 등급으로, 극소수, 오직 2%의 포도밭만 그랑크뤼 등급을 획득하고 있다. 라벨에는 포도밭의 이름과 그랑크뤼라는 등급을 표시한다. 프리미에 크뤼는 차상위 등급 부르고뉴 포도주로 해당 지역의 12%가 히 등급으로 분류된다. 라벨에 명기는 마을 이름부터, 그리고 포도밭 이름 순으로 표시한다. 만약 포도주가 동일 마을의 여러 포도밭의 포도로 생산되었다면 포도밭의 이름만 라벨에 표기한다. 빌라쥬는 부르고뉴 지역의 3번째 등급 포도주로, 여러 마을의 포도밭에서 생산된 포도로 만들어진 포도주에 해당 등급이 매겨진다. 단일 포도밭이나 마을에서 생산되는 포도주의 경우에도 빌라쥬 등급이 매겨질 수 있으며, 이때는 해당 정보를 라벨에 표기할 수 있다.

#### 샤블리
샤블리는 부르고뉴 지역에 속해있긴 하지만 자체적인 포도주 등급 체계를 가지고 있다. 일반적으로 샤블리의 등급 체계는 부르고뉴와 유사하지만, 4가지 단계가 그랑크뤼, 프리미에 크뤼, 빌라쥬 샤블리, 쁘띠 샤블리로 나뉜다는 점에서 약간의 차이가 있다.

#### 보졸레
보졸레 지역은 부르고뉴에 속함에도 불구하고 그들의 자체적인 분류체계를 가지고 있다. 
보졸레 AOC/AOP, 보졸레 빌라쥬, 보졸레 크뤼가 그것이다. 

#### 상파뉴
샴페인 또한 고유한 분류 체계를 가지고 있는데, 흥미롭게도 해당 분류는 떼루아 뿐 아니라 포도 자체의 품질 또한 고려한다는 것이다. 가장 품질이 좋은 샴페인은 그랑크뤼 샴페인, 차상위 등급은 프리미에크뤼 삼페인이다.

#### 알자스
알자스 지방의 포도주들은 그랑크뤼, 알자스 AOC/AOP 등급으로 나뉜다.
| AOC                                | 지역명               | 인증 년도 |
| ---------------------------------- | -------------------- | --------- |
| Ajaccio                            | Corsica              | 1984      |
| Aloxe-Corton                       | Burgundy             | 1938      |
| Alsace                             | Alsace               | 1945      |
| Alsace Grand Cru                   | Alsace               | 1975      |
| Anjou                              | Loire                | 1936      |
| Anjou-Coteaux de la Loire          | Loire                | 1946      |
| Anjou-Gamay                        | Loire                | 1936      |
| Anjou mousseux                     | Loire                | 1938      |
| Anjou Villages                     | Loire                | 1991      |
| Anjou Villages Brissac             | Loire                | 1998      |
| Arbois                             | Jura                 | 1936      |
| Auxey-Duresses                     | Burgundy             | 1970      |
| Bandol                             | Provence             | 1941      |
| Banyuls                            | Languedoc-Roussillon | 1972      |
| Banyuls Grand Cru                  | Languedoc-Roussillon | 1972      |
| Barsac                             | Bordeaux             | 1936      |
| Bâtard-Montrachet                  | Burgundy             | 1937      |
| Béarn                              | South West France    | 1975      |
| Beaujolais                         | Beaujolais           | 1937      |
| Beaujolais-Villages                | Beaujolais           | 1937      |
| Beaumes de Venise                  | Rhône                | 2005      |
| Beaune                             | Burgundy             | 1936      |
| Bellet                             | Provence             | 1941      |
| Bergerac                           | South West France    | 1936      |
| Bergerac sec                       | South West France    | 1936      |
| Bergerac rosé                      | South West France    | 1936      |
| Bienvenues-Bâtard-Montrachet       | Burgundy             | 1937      |
| Blagny                             | Burgundy             | 1970      |
| Blanquette de Limoux               | Languedoc-Roussillon | 1981      |
| Blanquette méthode ancestrale      | Languedoc            | 1981      |
| Blaye                              | Bordeaux             | 1936      |
| Bonnes-Mares                       | Burgundy             | 1936      |
| Bonnezeaux                         | Loire                | 1951      |
| Bordeaux                           | Bordeaux             | 1936      |
| Bordeaux clairet                   | Bordeaux             | 1936      |
| Bordeaux Côtes de Francs           | Bordeaux             | 1936      |
| Bordeaux Haut-Benauge              | Bordeaux             | 1936      |
| Bordeaux moelleux                  | Bordeaux             | 1936      |
| Bordeaux rosé                      | Bordeaux             | 1936      |
| Bordeaux sec                       | Bordeaux             | 1936      |
| Bordeaux supérieur                 | Bordeaux             | 1943      |
| Bourgogne                          | Burgundy             | 1937      |
| Bourgogne aligoté                  | Burgundy             | 1937      |
| Bourgogne clairet                  | Burgundy             | 1937      |
| Bourgogne clairet Côte chalonnaise | Burgundy             |           |
| Bourgogne Coulanges-la-Vineuse     | Burgundy             |           |
| Bourgogne Côte Saint-Jacques       | Burgundy             |           |
| Bourgogne Coulanges-la-Vineuse     | Burgundy             |           |
| Bourgogne Côtes d'Auxerre          | Burgundy             |           |
| Bourgogne Côtes du Couchois        | Burgundy             |           |
| Bourgogne Epineuil                 | Burgundy             |           |
| Bourgogne grand ordinaire          | Burgundy             |           |
| Bourgogne Hautes-côtes de Beaune   | Burgundy             | 1937      |
| Bourgogne Hautes-côtes de Nuits    | Burgundy             | 1937      |
| Bourgogne La Chapelle Notre-Dame   | Burgundy             |           |
| Bourgogne le Chapitre              | Burgundy             |           |
| Bourgogne Montrecul                | Burgundy             |           |
| Bourgogne mousseux                 | Burgundy             |           |
| Bourgogne ordinaire                | Burgundy             |           |
| Bourgogne Passe-tout-grains        | Burgundy             | 1937      |
| Bourgogne Vézelay                  | Burgundy             |           |
| Bourgogne rosé                     | Burgundy             | 1937      |
| Bourgueil                          | Loire                | 1937      |
| Bouzeron                           | Burgundy             | 1998      |
| Brouilly                           | Beaujolais           | 1938      |
| Bugey                              | Bugey                | 2009      |
| Buzet                              | South West France    | 1973      |
| Cabardes                           | Languedoc-Roussillon | 1999      |
| Cabernet d'Anjou                   | Loire                | 1964      |
| Cabernet de Saumur                 | Loire                | 1964      |
| Cadillac                           | Bordeaux             | 1973      |
| Cahors                             | South West France    | 1971      |
| Canon Fronsac                      | Bordeaux             | 1939      |
| Cassis                             | Provence             | 1936      |
| Cérons                             | Bordeaux             | 1936      |
| Chablis                            | Burgundy             | 1938      |
| Chablis Grand Cru                  | Burgundy             | 1938      |
| Chablis Premier Cru                | Burgundy             | 1938      |
| Chambertin                         | Burgundy             | 1937      |
| Chambertin-Clos-de-Beze            | Burgundy             | 1937      |
| Chambolle-Musigny                  | Burgundy             | 1936      |
| Champagne                          | Champagne            | 1936      |
| Chapelle-Chambertin                | Burgundy             | 1937      |
| Charlemagne                        | Burgundy             | 1937      |
| Charmes-Chambertin                 | Burgundy             | 1937      |
| Chassagne-Montrachet               | Burgundy             | 1970      |
| Château-Chalon                     | Jura                 | 1936      |
| Château-Grillet                    | Rhône                | 1936      |
| Châteauneuf-du-Pape                | Rhône                | 1936      |
| Châtillon-en-Diois                 | Rhône                | 1975      |
| Chaume                             | Loire                | 2003      |
| Chénas                             | Beaujolais           | 1936      |
| Chevalier-Montrachet               | Burgundy             | 1937      |
| Cheverny                           | Loire                | 1993      |
| Chinon                             | Loire                | 1937      |
| Chiroubles                         | Beaujolais           | 1936      |
| Chorey-les-Beaune                  | Burgundy             | 1970      |
| Clairette de Bellegarde            | Languedoc-Roussillon | 1949      |
| Clairette de Die                   | Rhône                | 1993      |
| Clairette du Languedoc             | Languedoc-Roussillon | 1948      |
| Clos des Lambrays                  | Burgundy             | 1981      |
| Clos de la Roche                   | Burgundy             | 1936      |
| Clos de Tart                       | Burgundy             | 1939      |
| Clos de Vougeot                    | Burgundy             | 1937      |
| Clos Saint-Denis                   | Burgundy             | 1936      |
| Collioure                          | Languedoc-Roussillon | 1971      |
| Condrieu                           | Rhône                | 1940      |
| Corbieres                          | Languedoc-Roussillon | 1985      |
| Cornas                             | Rhône                | 1938      |
| Corse or Vin de Corse              | Corsica              | 1976      |
| Corton                             | Burgundy             | 1937      |
| Corton-Charlemagne                 | Burgundy             | 1937      |
| Costières de Nîmes                 | Rhône                | 1986      |
| Côte de Beaune                     | Burgundy             | 1970      |
| Côte de Beaune-Villages            | Burgundy             | 1970      |
| Côte de Brouilly                   | Beaujolais           | 1938      |
| Côte de Nuits-villages             | Burgundy             | 1964      |
| Côte Roannaise                     | Loire                | 1994      |
| Côte-Rôtie                         | Rhône                | 1940      |
| Coteaux Champenois                 | Champagne            | 1974      |
| Coteaux d'Aix-en-Provence          | Provence             | 1985      |
| Coteaux de Die                     | Rhône                | 1993      |
| Coteaux de l'Aubance               | Loire                | 1950      |
| Coteaux de Pierrevert              | Provence             | 1998      |
| Coteaux du Giennois                | Loire                | 1998      |
| Coteaux du Languedoc               | Languedoc-Roussillon | 1985      |
| Coteaux du Layon                   | Loire                | 1950      |
| Coteaux du Loir                    | Loire                | 1948      |
| Coteaux du Lyonnais                | Lyonnais             | 1984      |
| Coteaux du Quercy                  | South West France    | 2011      |
| Coteaux de Saumur                  | Loire                | 1948      |
| Coteaux du Tricastin               | Rhône                | 1973      |
| Coteaux du Vendômois               | Loire                | 2001      |
| Coteaux Varois                     | Provence             | 1993      |
| Côtes de Bergerac                  | South West France    | 1936      |
| Côtes de Bergerac Blanc            | South West France    | 1936      |
| Côtes de Blaye                     | Bordeaux             | 1995      |
| Côtes de Bordeaux Saint-Macaire    | Bordeaux             | 1937      |
| Côtes de Bourg                     | Bordeaux             | 1936      |
| Côtes de Castillon                 | Bordeaux             | 1989      |
| Côtes de Duras                     | South West France    | 1937      |
| Côtes du Forez                     | Loire                | 2000      |
| Côtes de la Malepere               | Languedoc            | 2007      |
| Côtes de Millau                    | South West France    | 2011      |
| Côtes de Montravel                 | South West France    | 1937      |
| Côtes de Provence                  | Provence             | 1977      |
| Côtes de Toul                      | Eastern France       | 1998      |
| Côtes du Jura                      | Jura                 | 1937      |
| Côtes du Luberon                   | Rhône                | 1988      |
| Côtes du Marmandais                | South West France    | 1990      |
| Côtes du Rhône                     | Rhône                | 1937      |
| Côtes du Rhône Villages            | Rhône                | 1966      |
| Côtes du Roussillon                | Languedoc-Roussillon | 1977      |
| Côtes du Roussillon Villages       | Languedoc-Roussillon | 1977      |
| Côtes du Ventoux                   | Rhône                | 1973      |
| Côtes du Vivarais                  | Rhône                | 1999      |
| Cour-Cheverny                      | Loire                | 1993      |
| Crémant d'Alsace                   | Alsace               | 1976      |
| Crémant de Bordeaux                | Bordeaux             | 1990      |
| Crémant de Bourgogne               | Burgundy             | 1975      |
| Crémant de Die                     | Rhône                | 1993      |
| Crémant du Jura                    | Jura                 | 1995      |
| Crémant de Limoux                  | Languedoc-Roussillon | 1990      |
| Crémant de Loire                   | Loire                | 1975      |
| Crépy                              | Savoy                | 1948      |
| Criots-Bâtard-Montrachet           | Burgundy             | 1937      |
| Crozes-Hermitage                   | Rhône                | 1937      |
| Échezeaux                          | Burgundy             | 1937      |
| Entre-Deux-Mers                    | Bordeaux             | 1937      |
| Entre-Deux-Mers-Haut-Benauge       | Bordeaux             | 1937      |
| Faugeres                           | Languedoc-Roussillon | 1982      |
| Fitou                              | Languedoc-Roussillon | 1948      |
| Fixin                              | Burgundy             | 1936      |
| Fleurie                            | Beaujolais           | 1936      |
| Fronsac                            | Bordeaux             | 1937      |
| Frontignan                         | Languedoc-Roussillon | 1936      |
| Fronton                            | South West France    | 1975      |
| Gaillac                            | South West France    | 1970      |
| Gaillac Premieres Côtess           | South West France    | 1970      |
| Gevrey-Chambertin                  | Burgundy             | 1936      |
| Gigondas                           | Rhône                | 1971      |
| Givry                              | Burgundy             | 1946      |
| Grand Roussillon                   | Languedoc-Roussillon | 1972      |
| Grands Échezeaux                   | Burgundy             | 1936      |
| Graves                             | Bordeaux             | 1937      |
| Graves de Vayres                   | Bordeaux             | 1937      |
| Graves Supérieures                 | Bordeaux             | 1937      |
| Griotte-Chambertin                 | Burgundy             | 1937      |
| Haut-Médoc                         | Bordeaux             | 1936      |
| Haut-Montravel                     | South West France    | 1937      |
| Haut-Poitou                        | Loire                | 2011      |
| Hermitage                          | Rhône                | 1937      |
| Irancy                             | Burgundy             | 1999      |
| Irouléguy                          | South West France    | 1970      |
| Jasnieres                          | Loire                | 1937      |
| Juliénas                           | Beaujolais           | 1938      |
| Jurançon                           | South West France    | 1936      |
| L'Étoile                           | Jura                 | 1937      |
| Ladoix                             | Burgundy             | 1970      |
| La Grande Rue                      | Burgundy             | 1936      |
| Lalande-de-Pomerol                 | Bordeaux             | 1936      |
| La Romanée                         | Burgundy             | 1936      |
| La Tâche                           | Burgundy             | 1936      |
| Latricieres-Chambertin             | Burgundy             | 1937      |
| Les Baux-de-Provence               | Provence             | 1995      |
| Limoux                             | Languedoc-Roussillon | 1981      |
| Lirac                              | Rhône                | 1947      |
| Listrac-Médoc                      | Bordeaux             | 1957      |
| Loupiac                            | Bordeaux             | 1936      |
| Lussac-Saint-Émilion               | Bordeaux             | 1936      |
| Mâcon                              | Burgundy             | 1937      |
| Mâcon supérieur                    | Burgundy             | 1937      |
| Mâcon-villages                     | Burgundy             | 1937      |
| Madiran                            | South West France    | 1948      |
| Maranges                           | Burgundy             | 1989      |
| Marcillac                          | South West France    | 1990      |
| Margaux                            | Bordeaux             | 1936      |
| Marsannay                          | Burgundy             | 1987      |
| Maury                              | Languedoc-Roussillon | 1972      |
| Mazis-Chambertin                   | Burgundy             | 1937      |
| Mazoyeres-Chambertin               | Burgundy             | 1937      |
| Médoc                              | Bordeaux             | 1936      |
| Menetou-Salon                      | Loire                | 1959      |
| Mercurey                           | Burgundy             | 1936      |
| Meursault                          | Burgundy             | 1970      |
| Minervois                          | Languedoc-Roussillon | 1985      |
| Minervois-La Liviniere             | Languedoc-Roussillon | 1999      |
| Monbazillac                        | South West France    | 1936      |
| Montagne Saint-Émilion             | Bordeaux             | 1936      |
| Montagny                           | Burgundy             | 1936      |
| Monthelie                          | Burgundy             | 1970      |
| Montlouis                          | Loire                | 1938      |
| Montrachet                         | Burgundy             | 1937      |
| Montravel                          | South West France    | 1937      |
| Morey-Saint-Denis                  | Burgundy             | 1936      |
| Morgon                             | Beaujolais           | 1936      |
| Moulin a vent                      | Beaujolais           | 1936      |
| Moulis or Moulis-en-Médoc          | Bordeaux             | 1938      |
| Muscadet                           | Loire                | 1937      |
| Muscadet-Coteaux de la Loire       | Loire                | 1936      |
| Muscadet-Côtes de Grandlieu        | Loire                | 1994      |
| Muscadet-Sevre et Maine            | Loire                | 1936      |
| Muscat de Beaumes-de-Venise        | Rhône                | 1945      |
| Muscat de Frontignan               | Languedoc-Roussillon | 1936      |
| Muscat de Lunel                    | Languedoc-Roussillon | 1943      |
| Muscat de Mireval                  | Languedoc-Roussillon | 1959      |
| Muscat de Rivesaltes               | Languedoc-Roussillon | 1972      |
| Muscat de Saint-Jean de Minervois  | Languedoc-Roussillon | 1949      |
| Musigny                            | Burgundy             | 1936      |
| Néac                               | Bordeaux             | 1936      |
| Nuits-Saint-Georges                | Burgundy             | 1972      |
| Orléans                            | Loire                | 2006      |
| Orléans-Cléry                      | Loire                | 2006      |
| Pacherenc du Vic-Bilh              | South West France    | 1948      |
| Pacherenc du Vic-Bilh Sec          | South West France    | 1948      |
| Palette                            | Provence             | 1948      |
| Patrimonio                         | Corsica              | 1984      |
| Pauillac                           | Bordeaux             | 1936      |
| Pécharmant                         | South West France    | 1946      |
| Pernand-Vergelesses                | Burgundy             | 1970      |
| Pessac-Léognan                     | Bordeaux             | 1987      |
| Petit Chablis                      | Burgundy             | 1944      |
| Pomerol                            | Bordeaux             | 1936      |
| Pommard                            | Burgundy             | 1936      |
| Pouilly-Fuissé                     | Burgundy             | 1936      |
| Pouilly-Fumé                       | Loire                | 1937      |
| Pouilly-Loché                      | Burgundy             | 1940      |
| Pouilly-sur-Loire                  | Loire                | 1937      |
| Pouilly-Vinzelles                  | Burgundy             | 1940      |
| Premieres Côtes de Blaye           | Bordeaux             | 1994      |
| Premieres Côtes de Bordeaux        | Bordeaux             | 1937      |
| Puisseguin Saint-Émilion           | Bordeaux             | 1936      |
| Puligny-Montrachet                 | Burgundy             | 1970      |
| Quarts de Chaume                   | Loire                | 1954      |
| Quincy                             | Loire                | 1936      |
| Régnié                             | Beaujolais           | 1988      |
| Reuilly                            | Loire                | 1937      |
| Richebourg                         | Burgundy             | 1936      |
| Rivesaltes                         | Languedoc-Roussillon | 1997      |
| Romanée-Conti                      | Burgundy             | 1936      |
| Romanée-Saint-Vivant               | Burgundy             | 1936      |
| Rosé d'Anjou                       | Loire                | 1936      |
| Rosé de Loire                      | Loire                | 1974      |
| Rosé des Riceys                    | Champagne            | 1971      |
| Rosette                            | South West France    | 1946      |
| Roussette de Savoie                | Savoy                | 1973      |
| Roussette du Bugey                 | Bugey                | 2009      |
| Ruchottes-Chambertin               | Burgundy             | 1937      |
| Rully                              | Burgundy             | 1939      |
| Saint-Amour                        | Beaujolais           | 1946      |
| Saint-Aubin                        | Burgundy             | 1970      |
| Saint-Bris                         | Burgundy             | 2003      |
| Saint-Chinian                      | Languedoc-Roussillon | 1982      |
| Saint-Émilion                      | Bordeaux             | 1936      |
| Saint-Émilion Grand Cru            | Bordeaux             | 1936      |
| Saint-Estephe                      | Bordeaux             | 1936      |
| Saint-Georges Saint-Émilion        | Bordeaux             | 1936      |
| Saint-Joseph                       | Rhône                | 1956      |
| Saint-Julien                       | Bordeaux             | 1936      |
| Saint-Mont                         | South West France    | 2011      |
| Saint-Nicolas-de-Bourgueil         | Loire                | 1937      |
| Saint-Péray                        | Rhône                | 1936      |
| Saint-Pourçain                     | Loire                | 2009      |
| Saint-Romain                       | Burgundy             | 1970      |
| Saint-Sardos                       | South West France    | 2011      |
| Saint-Véran                        | Burgundy             | 1971      |
| Sainte-Croix-du-Mont               | Bordeaux             | 1936      |
| Sainte-Foy-Bordeaux                | Bordeaux             | 1937      |
| Sancerre                           | Loire                | 1936      |
| Santenay                           | Burgundy             | 1970      |
| Saumur                             | Loire                | 1936      |
| Saumur-Champigny                   | Loire                | 1936      |
| Saumur mousseux                    | Loire                | 1976      |
| Saussignac                         | South West France    | 1982      |
| Sauternes                          | Bordeaux             | 1936      |
| Savennières                        | Loire                | 1952      |
| Savennières-Coulée-de-Serrant      | Loire                | 1952      |
| Savennières-Roche-aux-Moines       | Loire                | 1952      |
| Savigny-les-Beaune                 | Burgundy             | 1970      |
| Seyssel                            | Savoy                | 1942      |
| Tavel                              | Rhône                | 1936      |
| Tonnerre                           | Burgundy             | 2006      |
| Touraine                           | Loire                | 1939      |
| Touraine-Amboise                   | Loire                | 1939      |
| Touraine-Azay-le-Rideau            | Loire                | 1939      |
| Touraine-Mesland                   | Loire                | 1939      |
| Touraine Noble Joué                | Loire                | 2001      |
| Tursan                             | South West France    | 2011      |
| Vacqueyras                         | Rhône                | 1990      |
| Valençay                           | Loire                | 2004      |
| Vin de Savoie                      | Savoy                | 1973      |
| Vins d'Entraygues et du Fel        | South West France    | 2011      |
| Vins d'Estaing                     | South West France    | 2011      |
| Vins Fins de la Côte de Nuits      | Burgundy             | 1964      |
| Viré-Clessé                        | Burgundy             | 1999      |
| Vinsobres                          | Rhône                | 2006      |
| Volnay                             | Burgundy             | 1937      |
| Volnay Santenots                   | Burgundy             | 1937      |
| Vosne-Romanée                      | Burgundy             | 1936      |
| Vougeot                            | Burgundy             | 1936      |
| Vouvray                            | Loire                | 1936      |

## 기타 대표 제품

### 치즈
1925년 로크포르 치즈가 최초로 AOC 인증을 받았으며, 지금까지 약 40개의 치즈가 추가로 인증을 받았다

### 고기
1957년 AOC는 Bresse 지역의 닭에 AOC인증을 부여하였다. 2006년에는 Somme 만의 Salt Marsh Lamp(해수 지역에서 자라는 양)이 AOC 등급을 획득하였다.

### 라벤더
1981년 Haute-Provence 라벤더 오일이 AOC 등급을 획득하였다. 해당 밭은 최소 해발 800미터 이상의 지역에 위치하고 있어야 하며, 이 AOC 지역에는 약 284개의 공동체가 속해있다.

### 꿀
Corsica 섬에서 생산되는 꿀이 AOC 등급을 받으며, 이 꿀에는 8가지 종류가 있다. (Printemps, Maquis de printemps, Miellats du maquis, Châtaigneraie, Maquis d'été, Maquis d'automne)

### 버터
Beurre Poitou-Charente, Charente, Charente-Maritime, Vienne, Deux-Sèvres Vendée가 버터 AOC 지역으로 선정되어 있다. 

## 같이 보기
- 데노미나상 드 오리젱 콘트롤라다